# Classe Emba
Le unità appartenenti alla classe Emba (progetto 1172 secondo la classificazione russa) sono navi posacavi di piccole dimensioni di fabbricazione finlandese ed entrati in servizio con la Marina Russa.
La classificazione è probabilmente Kabel'noye Sudno (KS: nave cavo).

## Tecnica e servizio
Le classe Emba sono unità di piccolo dimensioni, progettate per svolgere la loro attività in acque basse (in particolare fiumi e porti).
In tutto, ne sono state costruite tre, tutte presso il cantiere navale di Helsinki, in Finlandia.
- Emba (1980)
- Nepryadva (1981)
- Setun' (1981)

Oggi ne sopravvive solo una, la Setun’, entrata in servizio nel 1981 ed operativa nella Flotta del Mar Nero.